# Пушненське сільське поселення
Пу́шненське сільське посе́лення (рос. Пушненское сельское поселение) — адміністративне утворення у складі Кольського району Мурманської області, Росія.

## Склад
До складу поселення входять такі населені пункти:
| Населений пункт | Населення, осіб (2010) |
| --------------- | ---------------------- |
| Кіца            | 45                     |
| Лопарська       | 173                    |
| Мокра Кіца      | 40                     |
| Пєсчаний        | 139                    |
| Пулозеро        | 7                      |
| Пушний          | 782                    |
| Тайбола         | 14                     |

| Мурманська область | Це незавершена стаття про Мурманську область. Ви можете допомогти проєкту, виправивши або дописавши її. |